# Cardamine tryssa
Cardamine tryssa là một loài thực vật có hoa trong họ Cải. Loài này được I.Thomps. mô tả khoa học đầu tiên năm 2003.